# Brezik (gmina Lukač)
Brezik – wieś w Chorwacji, w żupanii virowiticko-podrawskiej, w gminie Lukač. W 2011 roku liczyła 213 mieszkańców.